# گارفیلد واقعی می‌شود
گارفیلد واقعی می‌شود (انگلیسی: Garfield Gets Real) فیلمی در ژانر کمدی است که در سال ۲۰۰۷ منتشر شد.